# Henrik Löfkvist
Karl Henrik Axel Löfkvist (5 maggio 1995) è un ex calciatore svedese, di ruolo difensore o centrocampista.

## Biografia
È fratello minore di Thomas Löfkvist, ex ciclista su strada.

## Carriera
La sua carriera a livello giovanile riflette i luoghi in cui ha vissuto con la sua famiglia. Dopo aver fatto parte del vivaio del Kalmar, la sua famiglia è tornata a vivere sull'isola di Gotland, e così Löfkvist dall'età di dieci anni è cresciuto nel settore giovanile dell'allora Visby Gute.
Con la squadra di Visby – ribattezzata nel frattempo da Visby Gute a FC Gute – Löfkvist ha giocato fino al termine della stagione 2014, disputando i suoi primi campionati nella quarta serie nazionale.
Nel 2015 è salito di un livello, spostandosi in terza serie all'Akropolis, formazione della periferia della capitale Stoccolma.
Un anno dopo ha firmato un contratto triennale con il Dalkurd, società fondata da immigrati curdi che all'epoca aveva ancora sede a Borlänge e si apprestava a disputare da neopromossa il suo primo campionato di Superettan. Al secondo anno di permanenza di Löfkvist e del Dalkurd in Superettan, la squadra ha ottenuto la prima storica promozione in Allsvenskan: nell'arco di questa stagione, Löfkvist ha contribuito con 25 presenze in campionato e 2 assist. Nel gennaio 2018 il giocatore ha prolungato il proprio contratto fino al 2020, ma la stagione del debutto nella massima serie svedese si è conclusa con la retrocessione del Dalkurd, in un'annata piuttosto travagliata dentro e fuori dal campo, con conflitti interni all'interno della dirigenza e la decisione di giocare temporaneamente a Gävle.
In vista del campionato 2019, Löfkvist è rimasto comunque in Allsvenskan essendo stato acquistato dal Kalmar, suo vecchio club di quando era bambino, che ha sfruttato una clausola presente nel contratto del giocatore con il Dalkurd per poterlo ingaggiare ad un determinato prezzo. Durante la prima giornata dell'Allsvenskan 2019 disputata il 31 marzo contro il Sirius, Löfkvist è stato costretto a uscire anzitempo per quella che si è rivelata essere un'ernia inguinale, la quale lo ha costretto ad un'operazione chirurgica che lo ha tenuto fuori causa fino alla pausa estiva. L'anno successivo è stato vittima di un altro infortunio rilevante, avendo giocato solo le prime 6 partite dell'Allsvenskan 2020 prima di rimanere fuori causa per il resto della stagione a seguito di un'operazione. Ha giocato solo 6 partite anche nel campionato successivo, prima di lasciare la squadra.
Nel gennaio 2022 è sceso in Superettan accettando l'offerta dello Jönköpings Södra. Nel corso del campionato 2022 ha totalizzato 4 presenze, prima di un nuovo grave infortunio al ginocchio.
Nel maggio 2023 ha ufficializzato il suo ritiro dal calcio giocato all'età di soli 28 anni, adducendo di convivere da tre anni con un dolore costante tanto da non essere più neppure in grado di salire le scale a causa degli infortuni pregressi.